# Meranjat I
Meranjat I is een bestuurslaag in het regentschap Ogan Ilir van de provincie Zuid-Sumatra, Indonesië. Meranjat I telt 2365 inwoners (volkstelling 2010).